# Murgeni
Murgeni là một thị xã thuộc hạt Vaslui, România. Dân số thời điểm năm 2002 là 7704 người.